# Новонаталівка
Новоната́лівка — село в Україні, у Каховському районі Херсонської області. Входить до складу Хрестівської сільської громади. Населення становить 1250 осіб.

## Історія
Рік заснування: 1909
Географічна характеристика: село розташоване за 46 км від залізничної станції Каланчак. Площа: 50 км².
Рада, якій підпорядковується: з грудня 2016 року підпорядковується Хрестівській сільській раді (після проведення в країні реформи з децентралізації була утворена Хрестівська об'єднана територіальна громада з центром в с. Хрестівка)
Походження назви села: Населений пункт назвали на честь дочки поміщика Мальцева.
Історична довідка: Село Новонаталівка утворилося з двох сіл — Нежурівки і Фурсівки, які були засновані жителями Старої Маячки, що купили цю землю на початку 70-х років XIX ст. у поміщика Мальцева, звідки назва села була Малинське.
В 1916 році селяни поділили землю між собою на їдока, в результаті земля була поділена на смужки, кому попала ця земля, той поїхав на свої землі і селилися кожен на своєму відрізку, тому село було таким розтягнутим.
Першим і найстарішим жителем села був Литвиненко Платон Михайлович.
До революції жителі села були переважно бідняками. Новонаталівкою воно називалось на честь дочки поміщика Мальцева, бо як ми знаємо з історії, ще в часи Катерини II поміщики дарували села разом із селянами своїм дітям і називали їх іменами, тому можливо, с. Наталівка Каховського району і с. Новонаталівка Чаплинського району — це і є села дочки Наталії одного з поміщиків.
Радянську владу в селі встановлено у січні 1918 року. У 1920 році в селі діяв сільревком. Колективізація сільського господарства в селі розпочалася в 1927 році, була заснована партійна організація, яка нараховувала 55 комуністів.
Того ж року відкрилася початкова школа у Нежурівці, де грамоті дітей навчала Литвиненко (Щербініна) Наталя Миколаївна, перша вчителька в селі, яка пропрацювала 32 роки в різних школах.
1929 рік — засновано комсомольську організацію, яка нараховувала 103 члени ВЛКСМ.
Під час організованого радянською владою Голодомору 1932—1933 років помер щонайменше 1 житель села.
12 вересня 1941 року село було окуповане німецькими військами. Звільнили населений пункт 31 жовтня 1943 року частинами 19-го танкового корпусу і 4-го гвардійського кубанського козачого кавалерійського корпусу 51-ї армії 4-го Українського фронту
Починаючи з 1950 року, почалося укрупнення колгоспів, а з 1958 року утворено колгосп «Росія», за яким було закріплено 6403 га сільськогосподарських угідь, з них 5881 га орної землі, в тому числі 2121 га зрошуваної. 200 га займали баштанні. Господарство спеціалізується на вирощуванні зернових і кормових культур, м'ясо-молочному тваринництві. За високі показники в розвитку сільськогосподарського виробництва 29 трудівників колгоспу нагороджені орденами і медалями Союзу РСР. Комбайнер Я. П. Литвиненко нагороджений орденом Леніна, агроном В. Л. Войцеховський — орденом Жовтневої Революції, механізатори А. Ф. Ніколаєнко, А. П. Пуляєв, А. П. Дузенко — орденом Трудового Червоного Прапора
Семирічна, а потім восьмирічна школа була у Новонаталівці, тому діти з усіх сіл території Новонаталівської сільської ради відвідували цю школу, і лише в 1973 році діти із Шевченків стали відвідувати свою нову школу в с. Шевченко.
З 1956 року село повністю електрифіковано, а з 1961 року проведено водопровід
В селі функціонують: загальноосвітня школа І-ІІ ступенів (філія Хрестівської ЗОШ), дитячий ясла-сад «Сонечко», відділення зв'язку, фельдшерський пункт, бібліотека, будинок культури.
24 лютого 2022 року село тимчасово окуповане російськими військами під час російсько-української війни.

Пам'ятки історії, архітектури та культурної спадщини: пам'ятник на честь воїнів-односельчан (рік встановлення — 1977), пам'ятник на честь жертв Арламської трагедії (рік встановлення — 2008).

## Населення
Згідно з переписом УРСР 1989 року чисельність наявного населення села становила 1145 осіб, з яких 523 чоловіки та 622 жінки.
За переписом населення України 2001 року в селі мешкало 1229 осіб.

### Мова
Розподіл населення за рідною мовою за даними перепису 2001 року:
| Мова       | Відсоток |
| ---------- | -------- |
| українська | 83,20 %  |
| російська  | 4,88 %   |
| болгарська | 0,24 %   |
| молдовська | 0,08 %   |
| угорська   | 0,08 %   |
| інші       | 11,52 %  |